# Giovanni Conti (homme politique)
Pour les articles homonymes, voir Giovanni Conti.
Giovanni Conti (né le 17 novembre 1882 à Montegranaro, dans la province de Fermo, dans les Marches et mort le 11 mars 1957 à Rome) était un homme politique italien de la première moitié du XXe siècle, qui fut député et sénateur du royaume d'Italie. Il était membre du Parti républicain italien.